# Jugador (videojocs)
En els videojocs de rol un personatge jugador (terme abreujat de vegades amb les sigles “PJ”, terme adquirit dels jocs de rol tradicionals) és un personatge fictici controlat per un dels jugadors en el curs d'una sessió de videojoc. La resta de personatges, que el director de joc fa intervenir en cadascuna de les sessions de joc, són els personatges no jugadors (abreujat com “NPC”, non playing character).
Alguns videojocs només permeten escollir a un sol jugador, els altres, especialment els de dos jugadors tenen dos i, a vegades, hi ha un bon nombre de personatges dels jugadors per triar, un per a cada jugador. Quan més d'un personatge està disponible, els personatges poden tenir característiques similars o completament diferents, fortaleses i febleses per fer que l'estil del joc sigui diferent. Jocs com els jocs de lluita solen tenir una major quantitat de personatges dels jugadors per triar, amb alguns moviments bàsics a la disposició de tots o gairebé tots els personatges i alguns moviments únics disponibles només a un o uns pocs personatges. Jocs de lluita sovint que no tenen la funció de pujar nivells a través del combat obliga a que tots posseeixen, d'entrada, diferents moviments i habilitats necessàries per crear una varietat de joc més gran que altres jocs que poden aconseguir amb diferents nivells.

## Tipus de jugadors

### Teoria de Richard Bartle
Richard Bartle, autor de “Dissenyant mons virtuals, ha elaborat una classificació dels diferents tipus de jugadors que es pot trobar a l'hora de gamificar qualsevol activitat o projecte.
Segons aquesta classificació, existeixen quatre tipus de jugadors amb diferents motivacions i interessos cap al joc. D'una banda, es troben aquells que se centren en la consecució dels objectius i en el resultat final del joc, i per l'altre, els que se centren més en el valor participatiu i lúdic que comporta el joc en si mateix.
- El “Killer” o ambiciós: La seva principal motivació és la de guanyar i aconseguir obtenir el primer lloc de la classificació. La forma per retenir a aquests participants en el joc és mitjançant l'ús de llistes de classificació en les quals poden comprovar com van superant els diferents nivells i com van escalant llocs.
- El “Achiever” o triomfador: És un tipus de jugador aventurer, la principal motivació del qual és la de continuar descobrint nous escenaris, plataformes o nivells i superar els objectius marcats en el joc. En aquest sentit, la seva motivació és intrínseca i està més relacionada amb la satisfacció personal o el ben del grup.
- El “Socializer” o sociable: La seva motivació és de tipus social per sobre de la mateixa estratègia del joc, compartir amb els altres o crear una xarxa de contactes o amics. Se'ls reté en el joc a través de xats o llistes d'amics.
- El “Explorer” o explorador: És aquell jugador que li agrada descobrir allò que li és desconegut. Li atreuen els reptes complexos mitjançant els quals pugui superar els diferents nivells del joc. La seva motivació és l'autosuperació.

Bartle estableix una relació entre l'acció i interacció al món de joc o amb altres jugadors, depenent del comportament del jugador i tenint en compte aquests quatre factors se li situa com a assassí, triomfador, socialitzador o explorador.
Els socialitzadors i els assassins se situen en el costat de l'acció o interacció amb els jugadors, mentre que en l'altre extrem els exploradors i triomfadors prefereixen la relació amb el sistema de joc. Atenent a l'eix vertical trobem que els assassins i triomfadors prefereixen actuar sobre elements concrets, ja sigui sobre un altre jugador o una missió del joc, enfront dels socialitzadores i els exploradors que prefereixen la interacció amb diferents elements del joc o diversos jugadors alhora.
Hi ha jugadors que prefereixen relacionar-se amb altres jugadors com és el cas de l'assassí i el socialitzador. D'altra banda, hi ha els qui prevalen la interacció o acció amb el món de joc, com els triomfadors i els exploradors. Richard Bartle conclou en els seus resultats que els perfils es distribueixen en la següent proporció de jugadors: assassins 20%, triomfadors 40%, exploradors 50% i socialitzadores 80%. El que vol dir que un jugador pot classificar-se en més d'un perfil generant perfils híbrids: com a assassí-socialitzador per exemple, o fins i tot un jugador que presenta els quatre tipus de comportament però que destaca més en un de concret.